# Kenta Hasegawa
Kenta Hasegawa (jap. 長谷川 健太, Hasegawa Kenta; * 25. September 1965 in Shizuoka, Präfektur Shizuoka) ist ein ehemaliger japanischer Fußballspieler und heutiger -trainer.

## Karriere

### Spieler

#### Verein
Kenta Hasegawa erlernte das Fußballspielen in der Universitätsmannschaft der Universität Tsukuba. Er spielte von 1988 bis 1991 bei Nissan Motors. 1992 wechselte er zu Shimizu S-Pulse. Am 1. Januar 2000 beendete er seine Karriere als Fußballspieler.

#### Nationalmannschaft
1989 debütierte Hasegawa für die japanische Fußballnationalmannschaft. Hasegawa bestritt 27 Länderspiele und erzielte dabei vier Tore. Mit der japanischen Nationalmannschaft qualifizierte er sich für die Konföderationen-Pokal 1995.

### Trainer
Von 2000 bis 2004 trainierte er die Mannschaft des Tokoha University Hamamatsu Campus. Am 1. Februar 2005 übernahm er das Traineramt von Shimizu S-Pulse. Mit dem Verein aus Shimizu stand er 2008 im J.-League-Cup-Finale sowie 2005 und 2010 im Finale des Kaiserpokal. Bei Shimizu stand er bis Saisonende 2010 unter Vertrag. Am 1. Februar 2013 übernahm er das Team von Gamba Osaka. Mit Gamba wurde er 2014 japanischer Meister. Außerdem gewann er mit dem Team den Kaiserpokal und den J. League Cup. Bis Saisonende 2017 trainierte er den Verein. Seit der Saison 2018 steht er an der Seitenlinie vom Erstligisten FC Tokyo. Nach einer 0:8-Niederlage gegen die Yokohama F. Marinos am 6. November 2021 trat er anschließend von seinem Posten als Trainer zurück.
Am 2. November 2024 stand er mit Nagoya im Finale des J. League Cup. Das Finale gegen Albirex Niigata gewann man im Elfmeterschießen.

## Erfolge

### Spieler
- Japan Soccer League: 1988/89, 1989/90
- Kaiserpokal: 1988, 1989, 1991
- J. League Cup: 1996

### Trainer
Gamba Osaka
- J. League: 2014
- Kaiserpokal: 2014
- J. League Cup 2014
- Supercup: 2015

Nagoya Grampus
- Japanischer Ligapokalsieger: 2024